# عکاسی پرتره

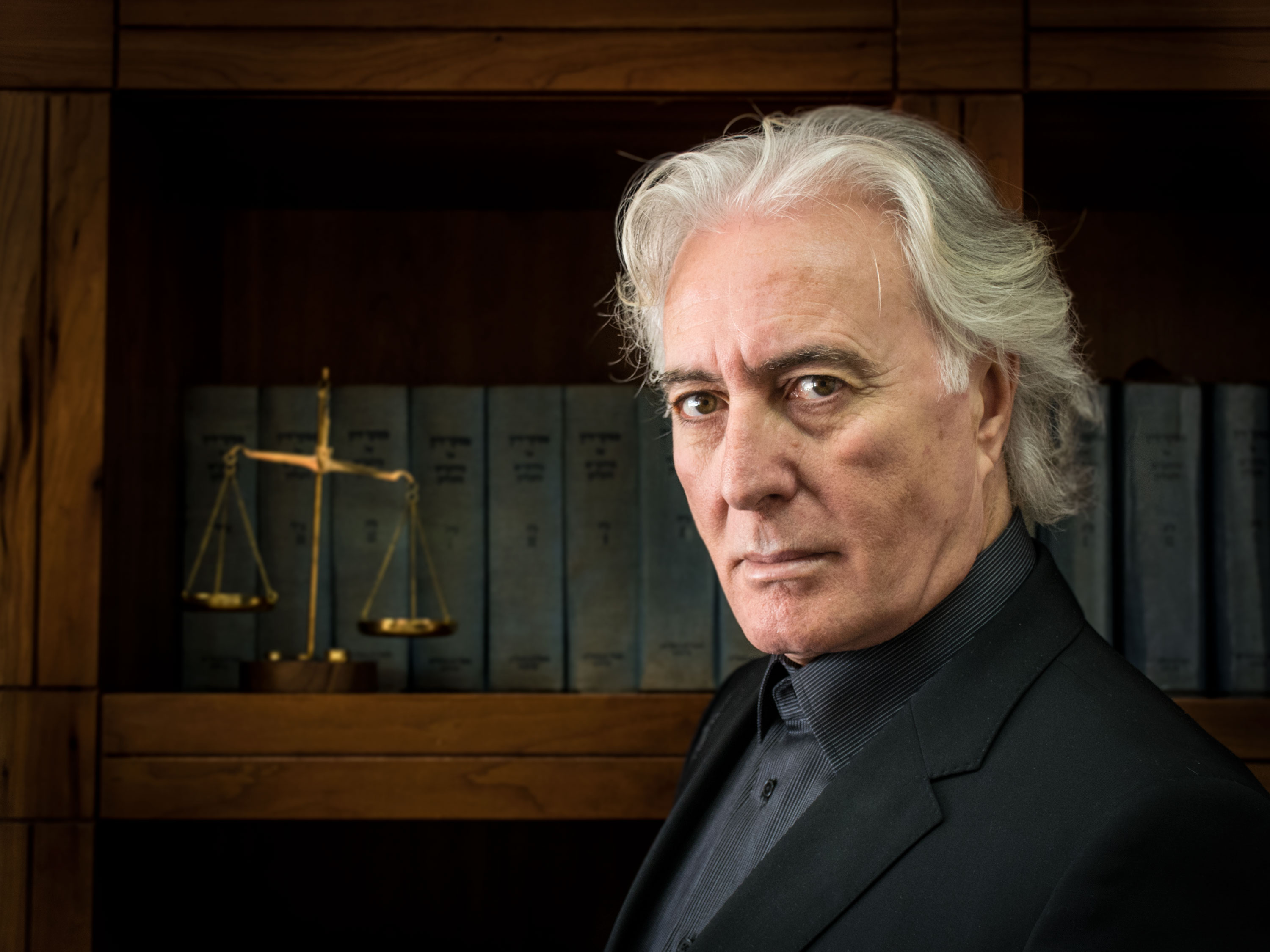
نمونه‌ای از ترکیب‌بندی و نورپردازی موفق در یک عکس پُرتره.

عکاسی پُرترِه (به فرانسوی: Portrait)، شاخه‌ای از عکاسی است که در آن از چهره انسان عکسبرداری می‌شود.
عکاسی پرتره (Portrait Photography) شاخه‌ای از عکاسی است که بر ثبت شخصیت، حالت چهره و ویژگی‌های درونی سوژه انسانی تمرکز دارد. در این سبک، با استفاده از نورپردازی مؤثر، پس‌زمینه کنترل‌شده، زاویه دید مناسب و عمق میدان کم تلاش می‌شود تا ارتباط چشمی سوژه با دوربین برقرار شده و هویت اجتماعی یا روانی شخص به تصویر کشیده شود. پرتره‌ها می‌توانند شکلی رسمی، محیطی، مستند، هنری یا تبلیغاتی داشته باشند و اغلب هدف‌شان آشکار کردن لایه‌های درونی شخصیت است، نه صرفاً ثبت ظاهر بیرونی.

## روش‌های نورپردازی
- نور طبیعی
- نورپردازی رامبراند
- نورپردازی پروانه‌ای
- نور پردازی یک طرفه
- نور پردازی حلقه‌ای

## انواع
این نوع عکاسی خود شامل انواع مختلفی است:
1. پرتره تمام قد: کادر مناسب این سبک اغلب مستطیل عمودی است.
2. پرتره پرسنلی: ادارات و دوایر دولتی، مدارس، راهنمایی و رانندگی، ثبت احوال بیشترین نیاز را به عکس پرسنلی دارند.
3. پرتره هنری: اغلب مورد استفاده هنرمندان، بازیگران، نویسندگان و ... قرار می‌گیرد.
4. پرتره سیاسی: در این سبک از پرتره، از نمادهای ملی‌میهنی و بومی‌میهنی استفاده‌های فراوان میشود.
5. پرتره تبلیغاتی: بیشتر مصارف تجاری دارد و برای معرفی کالا و اجناس مختلف مثل یخچال یا آبمیوه‌گیری.
6. پرتره خانوادگی: مناسبت‌های خانوادگی، مسافرت‌ها و جشن‌ها موارد اصلی این سبک به شمار می‌آید.

معمولاً فاصله‌های کانونی لنزهای مورد استفاده برای عکاسی پرتره بخاطر بار روانی لنزهای واید و نرمال (بسیاری از افراد در هنگام قرار گرفتن در مقابل دوربین‌های عکاسی یا فیلمبرداری دچار انقباض در عضلات صورت خود می‌شوند به گونه‌ای که نوعی اضطراب در چهره آنها نمایان می‌شود، بنابراین با استفاده از لنزهای تله و فاصله گرفتن از سوژه این مشکل تا حد قابل توجهی کاهش می‌یابد)، از دو برابر نرمال به بالا و بخاطر کاهش شدید عمق میدان وضوح در لنزهای تله‌بلند، کمتر از چهار برابر لنز نرمال است. بهتر است عکس‌های پرتره را با عمق میدان کم (یعنی با دیافراگم باز) تهیه کرد تا پس زمینه محو شود و سوژه با تأکید بیشتری دیده شود.

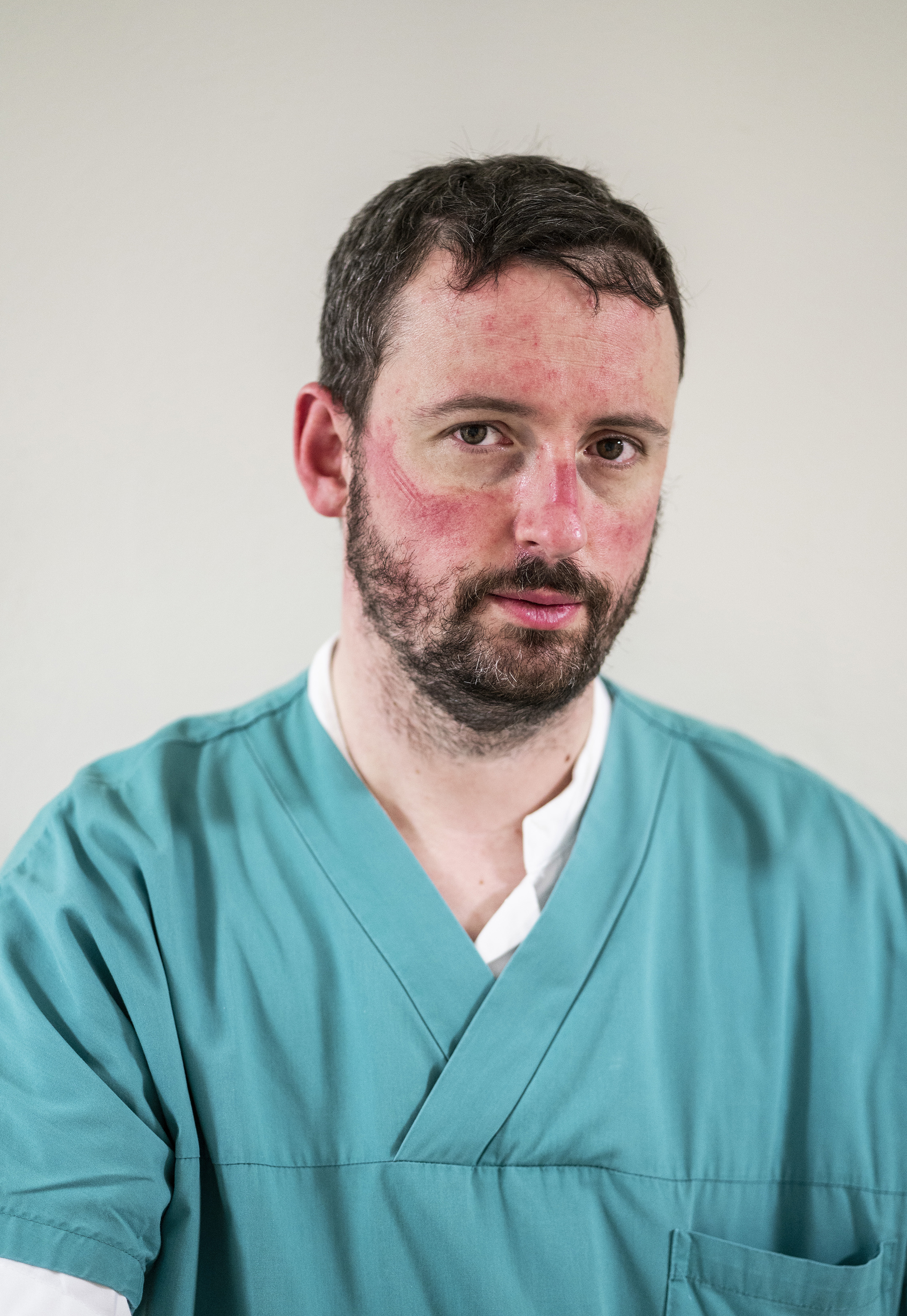
پرتره‌ای از یک پزشک بیمارستان سان سالواتوره در پزارو، ایتالیا در دنیاگیری کروناویروس
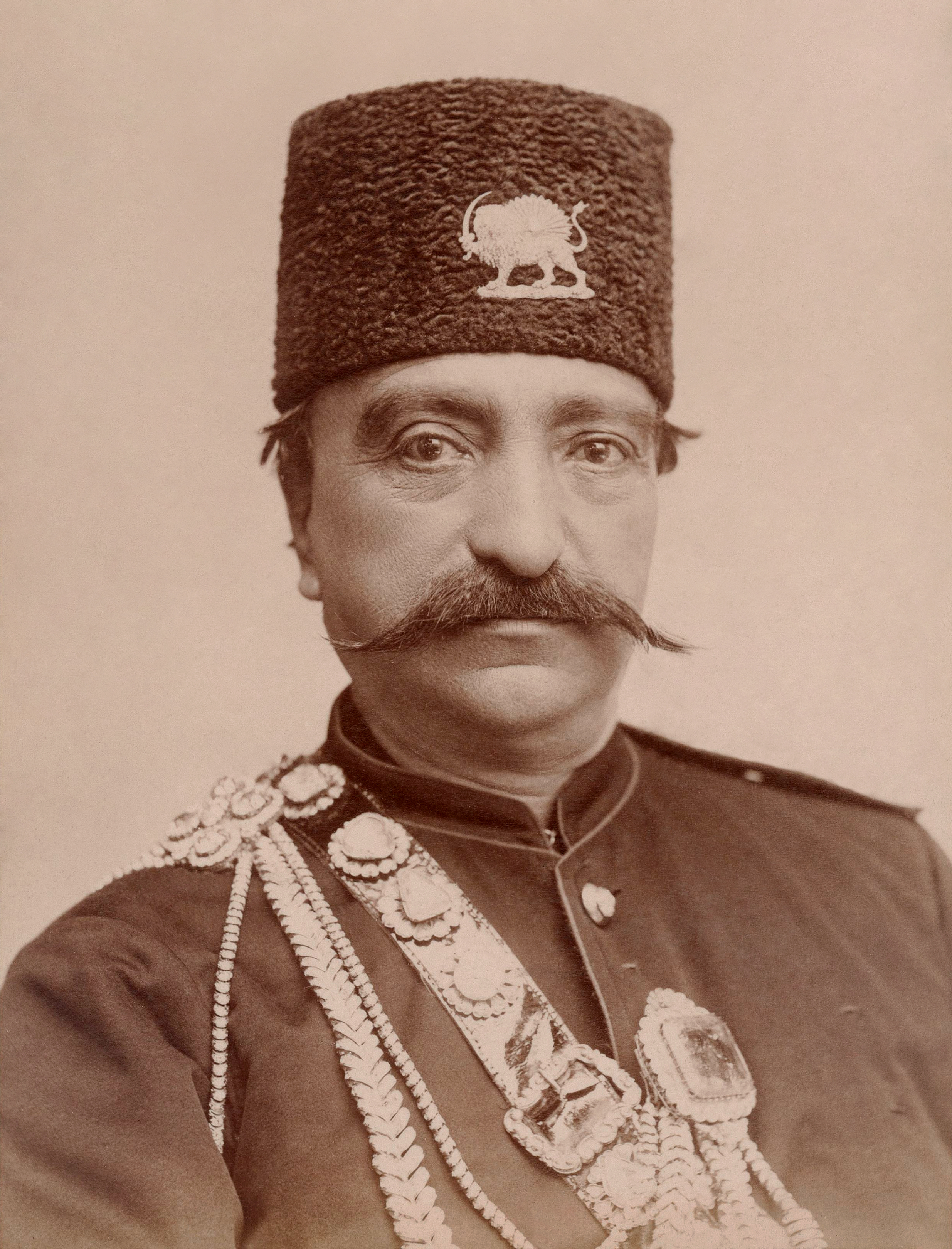
پُرتره‌ای از ناصرالدین شاه در استودیوی عکاسی نادار در پاریس.
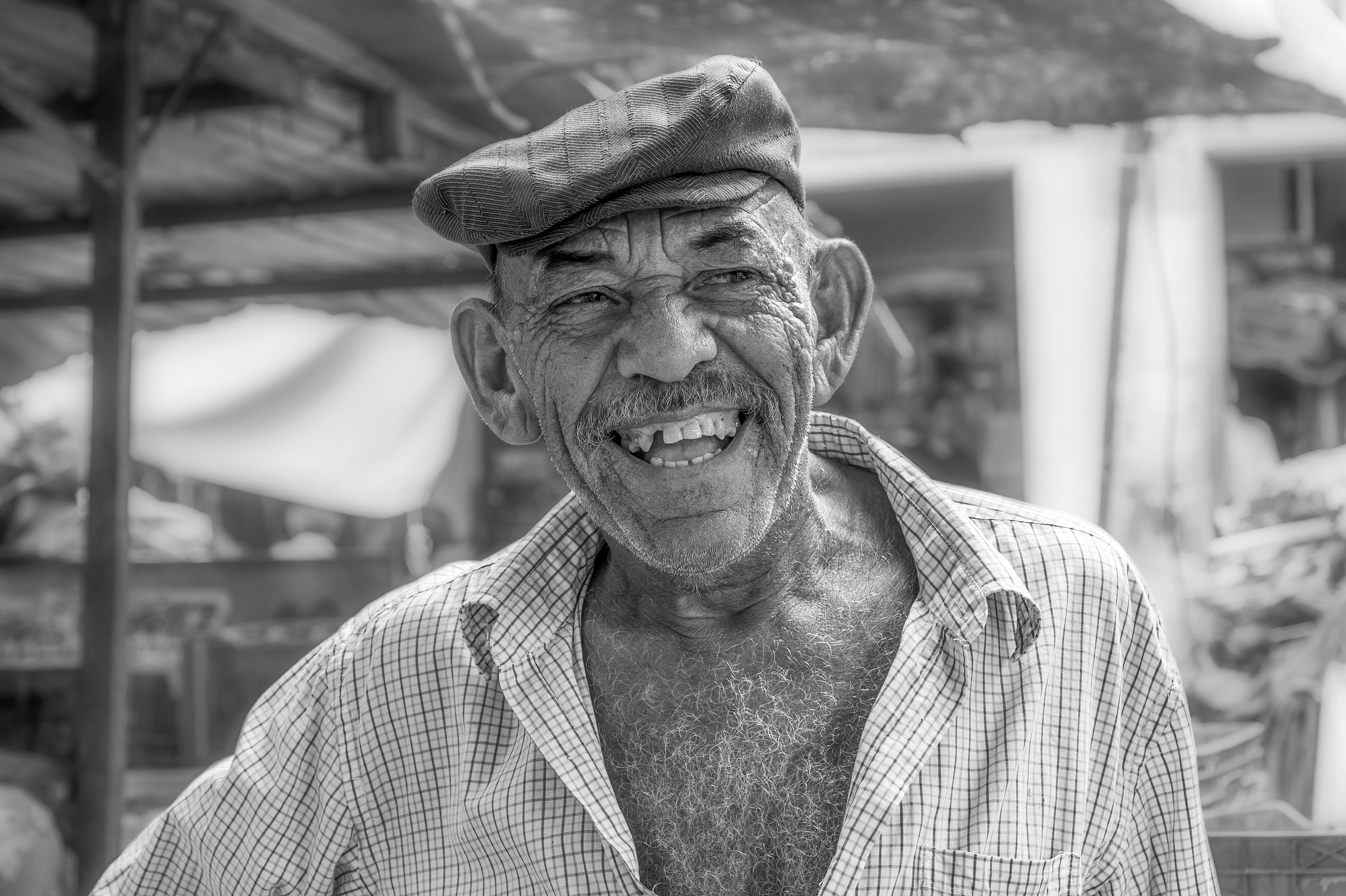
لبخند ماهی‌گیر، پرتره‌ای سیاه‌وسفید از یک مرد ماهی‌گیر در ماراکایبو، ونزوئلا
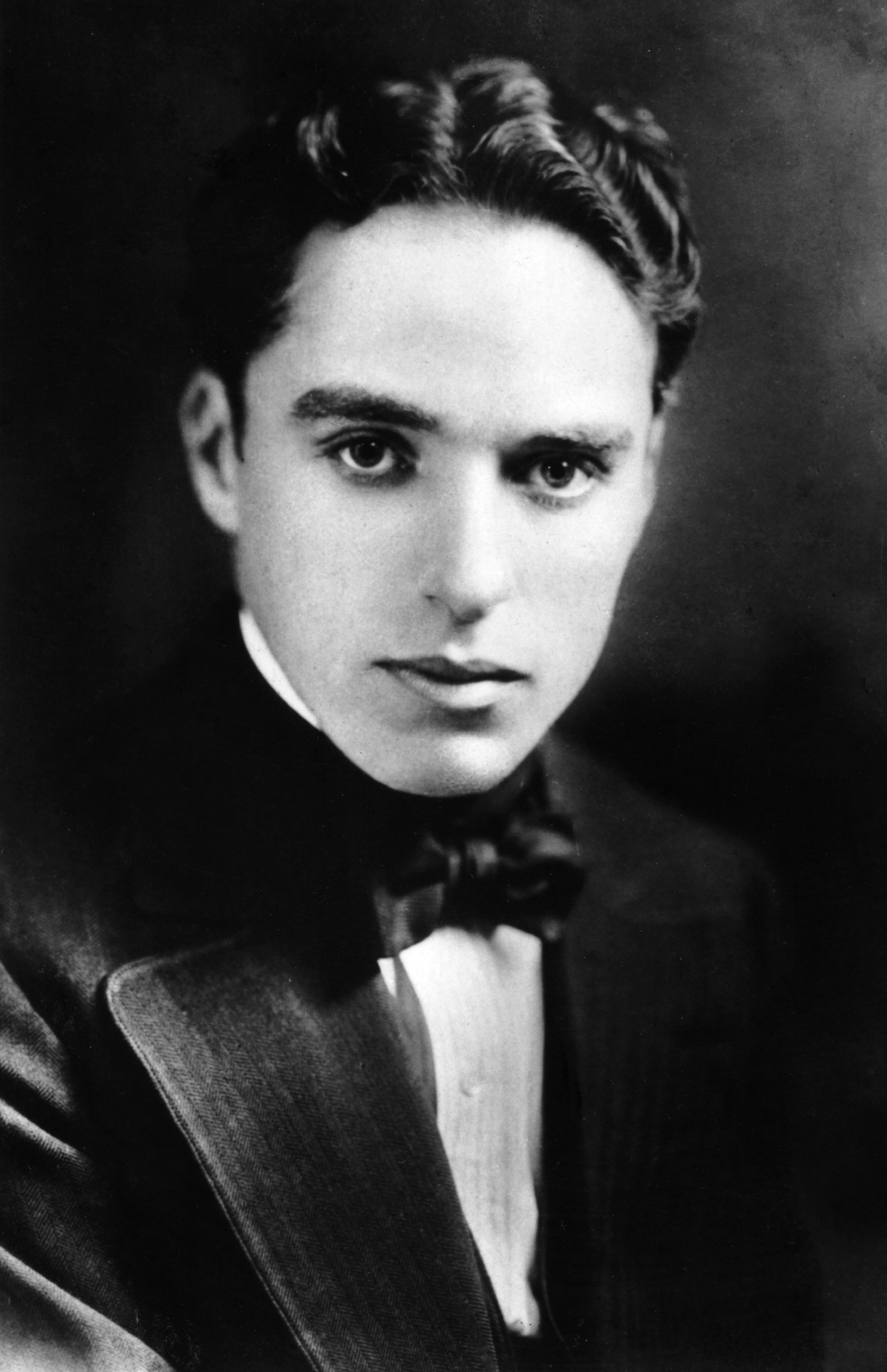
چارلی چاپلین
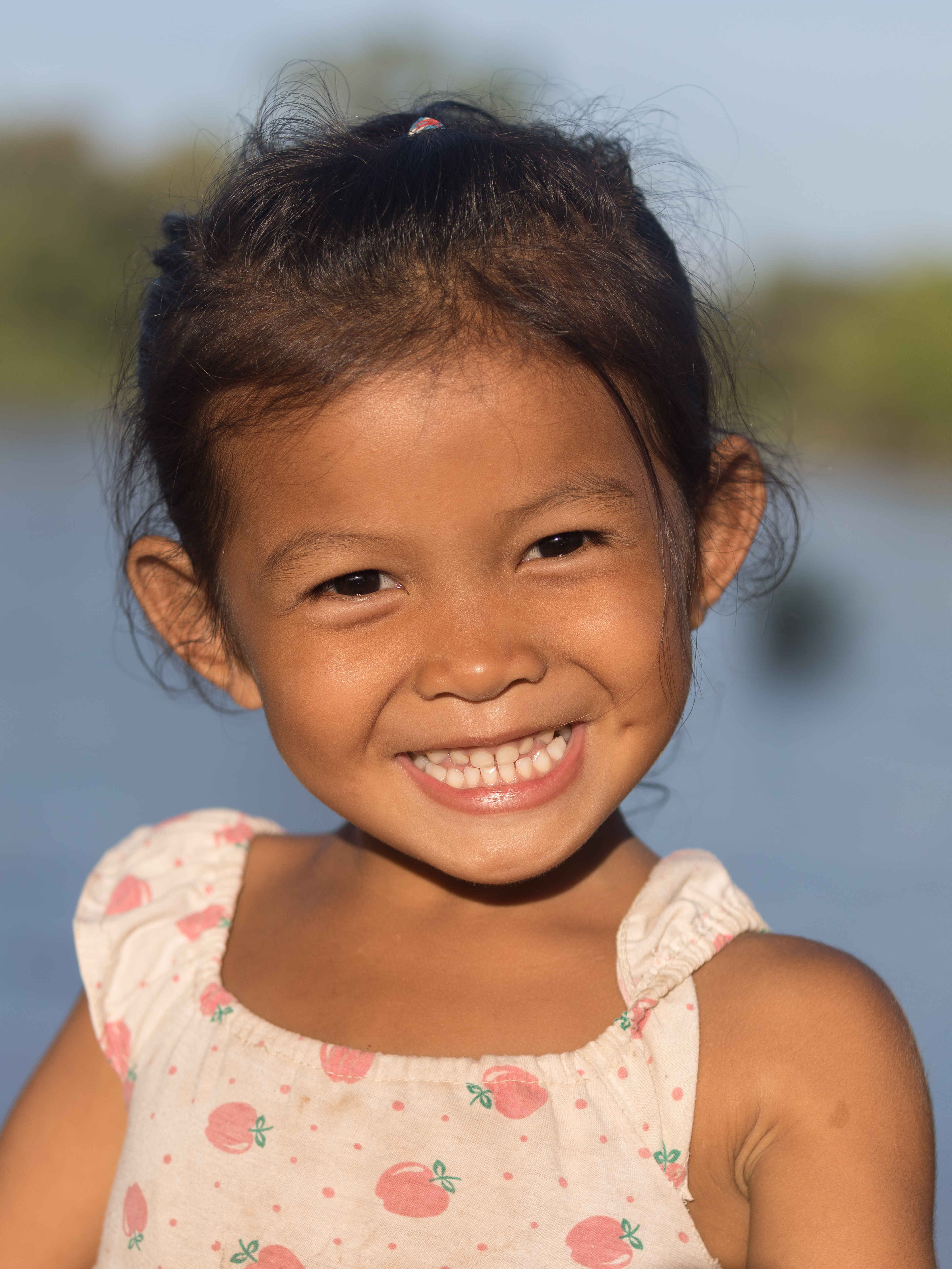
پرتره یک دختر
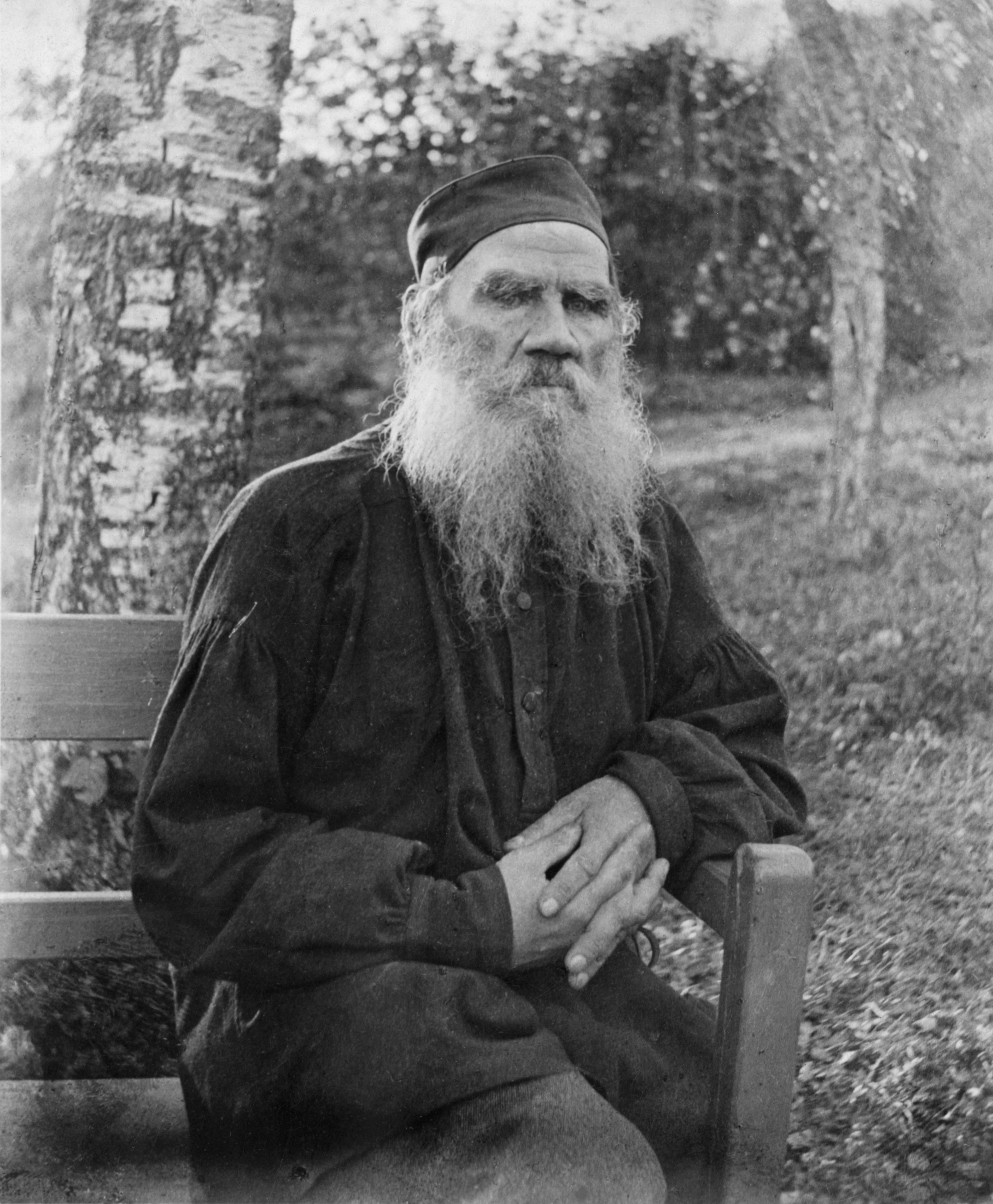
پرتره لئو تولستوی
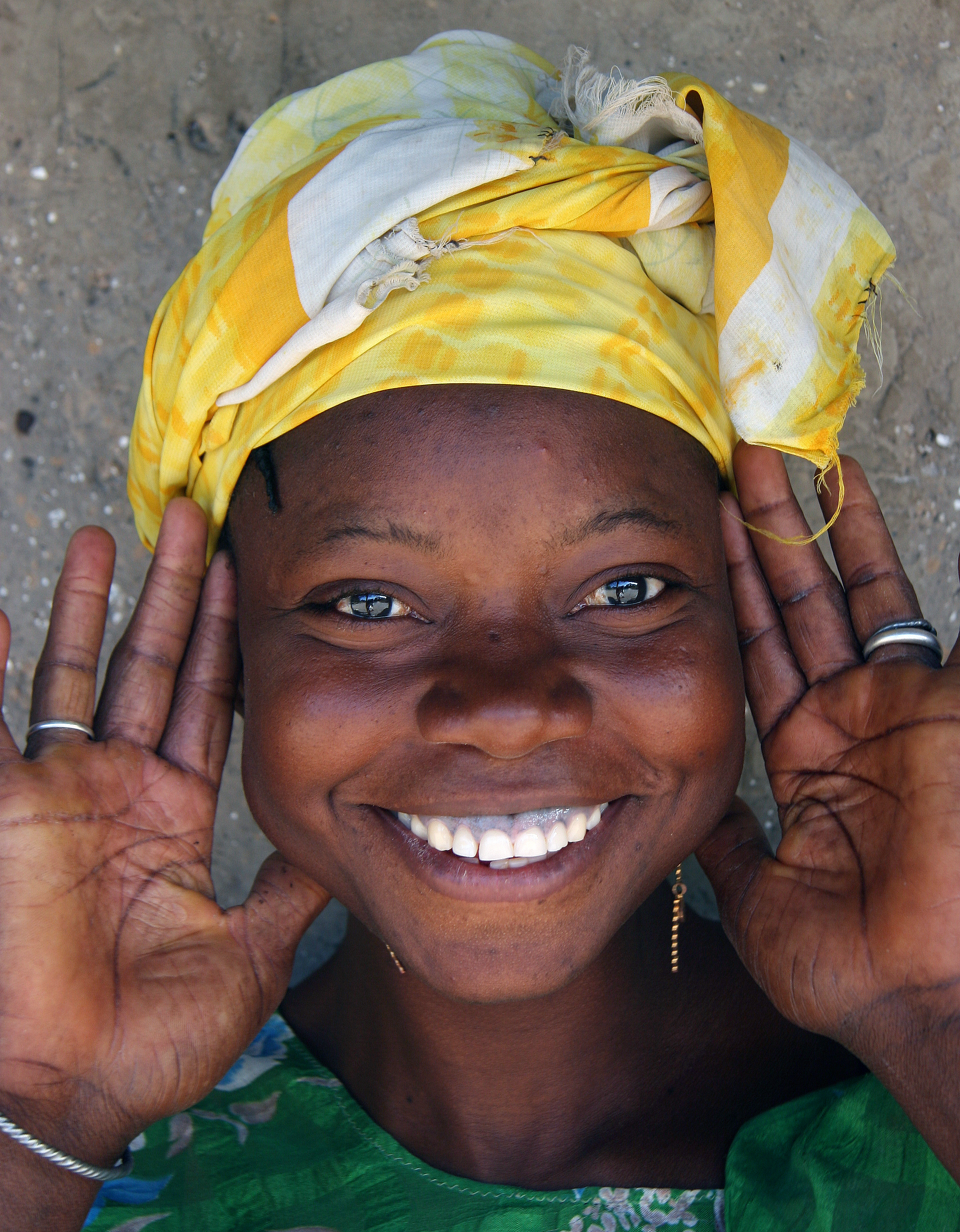
پرتره خندان یک دختر اهل گامبیا
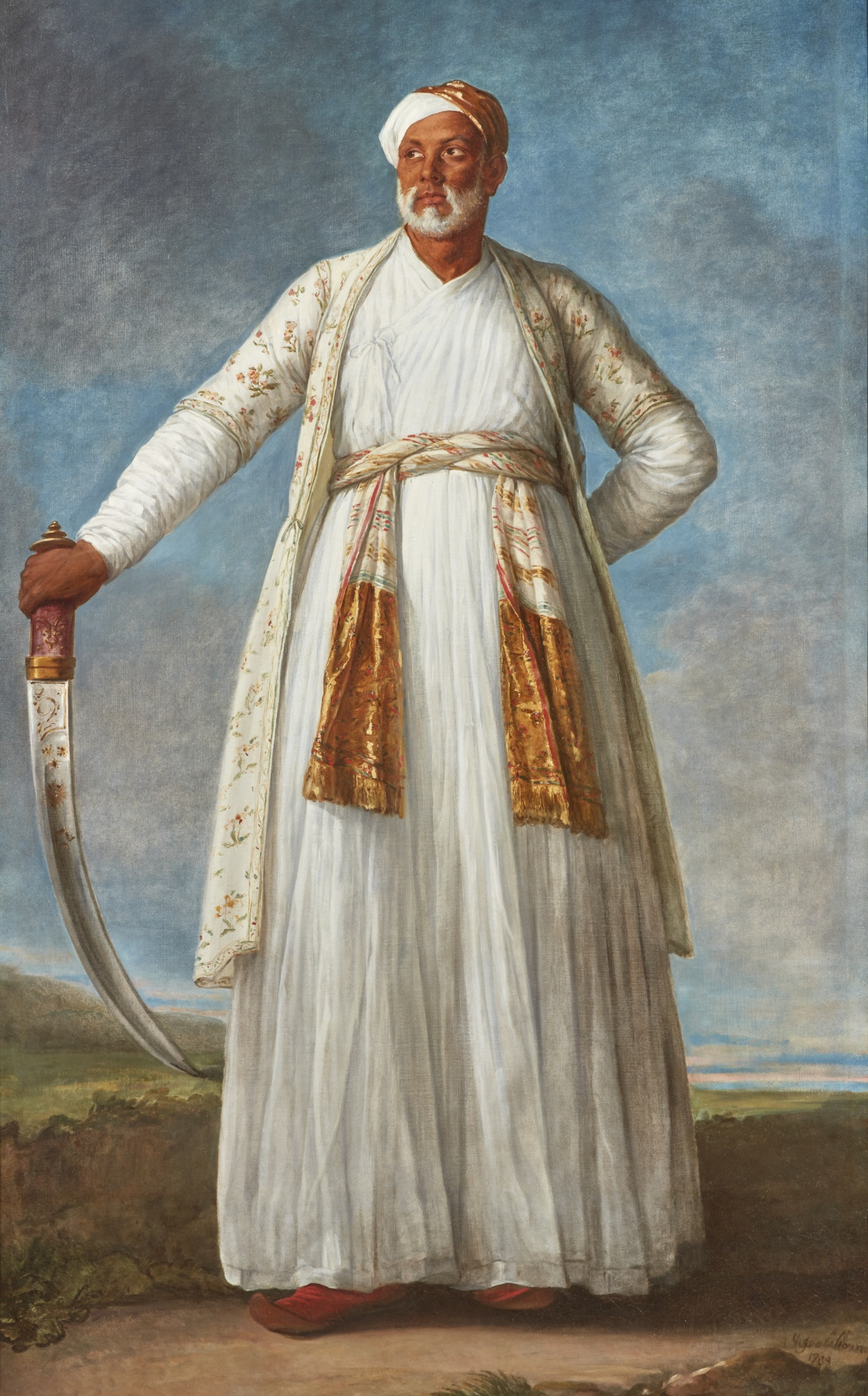
نقاشی پرتره چهره درویش محمدخان روملو

## اولین عکس پرتره تاریخ
معمولاً انتخاب اولین‌ها در تاریخ هنر کار سختی به شمار می‌آید. اما درباره اولین عکاسی پرتره که با دقت تاریخ‌گذاری شده می توان به عکسی که توسط لوئی داگر (Louis Daguerre) گرفته شده اشاره کرد. داگر ابتدا نسخه‌ای از دستگاه عکاسی‌اش را با نام "داگرو‌تایپ" (Daguerreotype)  در سال 1839 میلادی ساخت. سپس براساس اطلاعات موجود در تاریخ 19 اوت 1839، برای اولین بار یک پرتره از خودش به وسیلهٔ داگرو‌تایپ گرفت. این پرتره مشهور به نام "خودنگاره " (Self-Portrait)  بود و به عنوان یکی از نخستین عکس‌های پرتره در تاریخ عکاسی به شمار می‌رود.
اما علاوه بر عکس لوئی داگر، رابرت کورنلیوس (Robert Cornelius) نیز یکی از نخستین عکاسان در تاریخ عکاسی بود که از خودش عکس پرتره گرفت. در سال 1839 میلادی، کورنلیوس یک داگرو‌تایپ از خودش به عنوان یک پرتره ساده تهیه کرد. این عکس، که به عنوان "پرترهٔ اولیه" (The First Photograph) نیز شناخته می‌شود، نمایش‌دهنده چهرهٔ آرام اوست. کارنلیوس به عنوان یکی از نخستین عکاسان تاریخی، به توسعه تکنیک‌های عکاسی و ایجاد دستگاه‌های بهتر علاقه داشت و در تاریخ عکاسی نقش بسیار مهمی ایفا کرد. او به عنوان یکی از پیشوایان این عکاسی پرتره شناخته می‌شود.

## کارگاه عکاسی
کارگاه‌های عملی عکاسی پرتره به منظور آموزش نورپردازی و پوزیشن تصویر توسط نهادهای آموزشی برای هنرجویان برگزار می‌شود. در این کارگاه‌ها هر کارآموزی با کارهای مختلفی از قبیل نورپردازی، روتوش نگاتیو (در عکاسی آنالوگ)، تکنیک‌های ادیت (فتوشاپ و …) آشنا شده و بسته به ذوق و روان خود آنها را برای بدست آوردن نتیجه مطلوب در عکاسی پرتره بکار می‌گیرد.

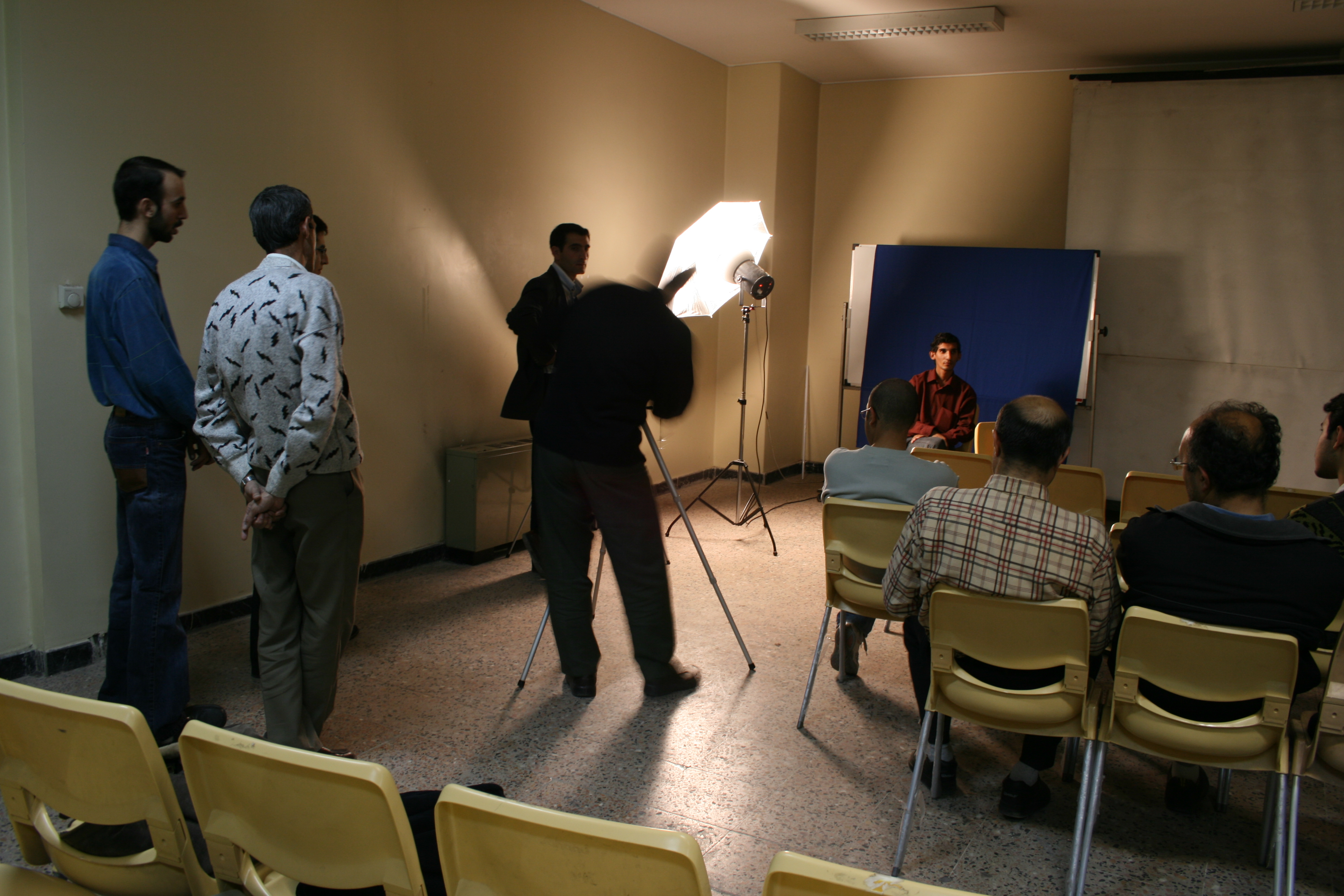
استفاده از نور بازتابی و رفلکتور
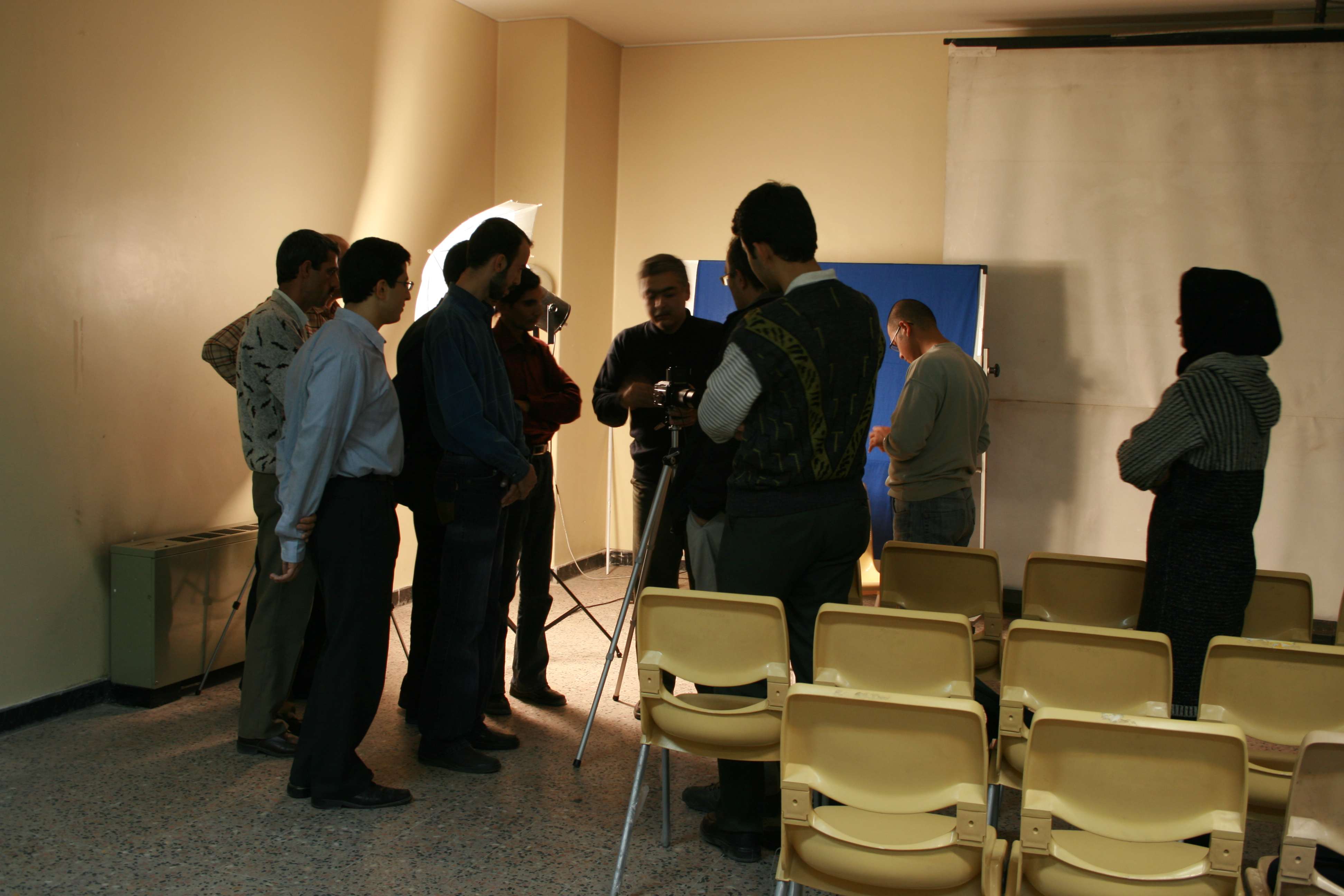
توضیحات جاگذاری فیلم در دوربینهای قطع متوسط
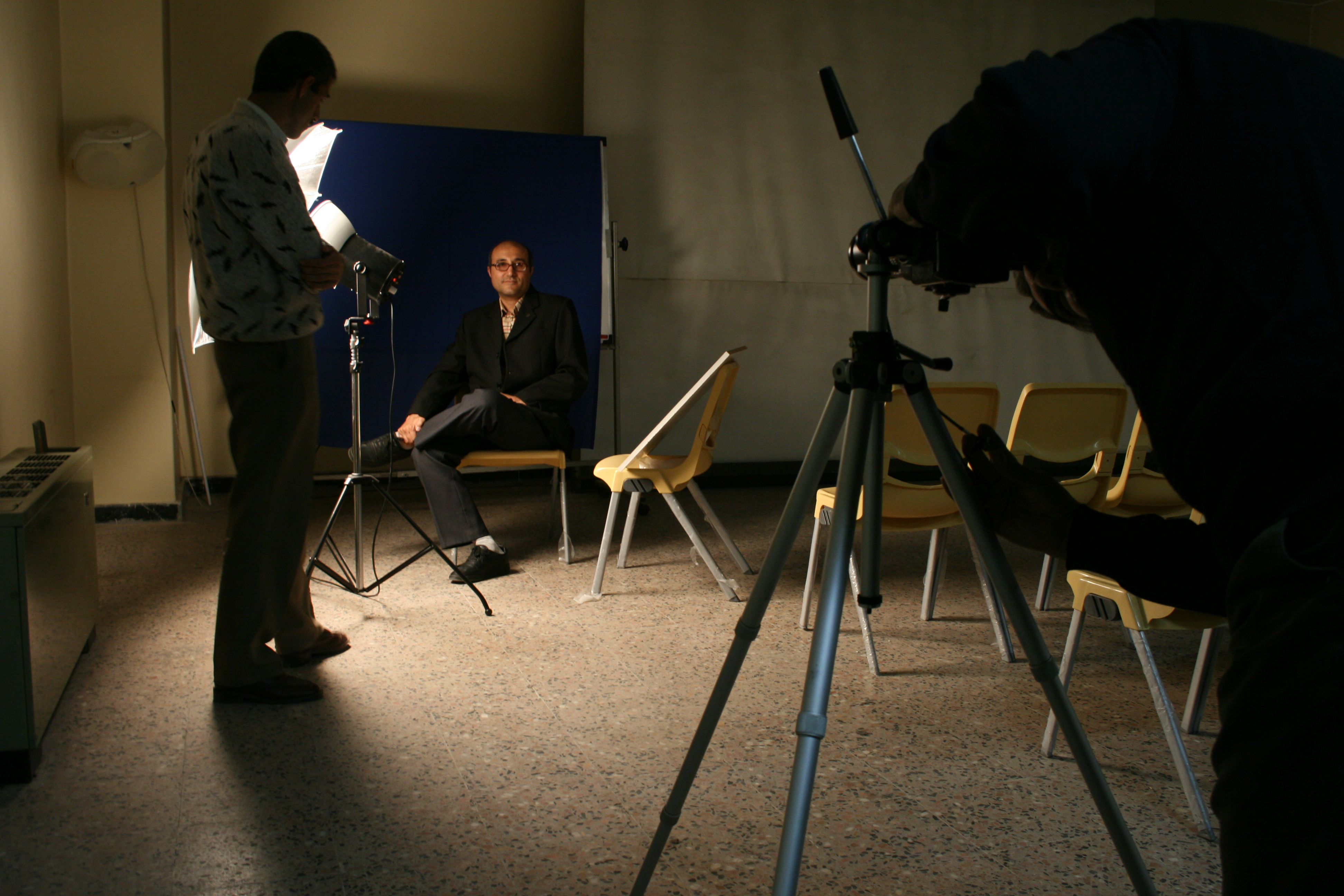
سه پایه جزو اصلی عکاسی در آتلیه

## عکاسان برجسته پرتره در ایران
آقا رضا خان اقبال‌السلطنه (۱۲۲۲ خورشیدی/۱۸۴۳ م – ۱۲۶۳ خ. /۱۹۰۷ ق)، معروف به عکاس‌باشی، نخستین عکاس حرفه‌ای ایران و یکی از پیشگامان عکاسی پرتره در دوره قاجار بود. وی عکاسی را نزد فرانسوی‌ها (مانند فرانسس کارلهیان) در دارالفنون آموخت و حدود ۶ سال تحت آموزش ماند. در سال ۱۲۸۰ قمری لقب رسمی «عکاس‌باشی» را از ناصرالدین‌شاه دریافت کرد و هدایت اولین عکاس‌خانه رسمی ایران در کاخ گلستان را بر عهده گرفت.
آقا رضا شهرتش را مدیون ثبت چهره رجال، طبقات اجتماعی و همچنین عکس‌برداری از اماکن مذهبی مانند حرم رضوی است  اقدامی نوآورانه در آن دوران تصاویر وی علاوه بر ارزش تاریخی، نمایانگر رویکرد مستند-پرتره و تأکید بر واقع‌گرایی در عکاسی بودند سبکی که بعدها از اصول پایه‌ای پرتره اجتماعی در ایران شد. آثار آقا رضا در سفرهای رسمی ناصرالدین‌شاه (مانند سفر مشهد و سفرهای اروپا) ثبت شد و نخستین آلبوم عکس رسمی ایران محسوب می‌شود. علاوه بر پرتره، او با استفاده از تکنیک‌هایی چون کلودیونِ تر، سیانوتیپ و استریوسکوپی، دستاوردهای فنی قابل توجهی در گسترش عکاسی مدرن در ایران داشت.
فخرالدین فخرالدینی (متولد ۵ مارس ۱۹۳۳، تبریز) یکی از پیشگامان عکاسی پرتره در ایران است. او بیش از ۵۶ سال سابقه حرفه‌ای دارد و تخصصش در پرتره‌های سیاه‌وسفید شخصیت‌های فرهنگی، هنری و ادبی ایران است.  
شادی قدیریان با تولید مجموعه‌هایی مانند "قاجار" (Qajar) و "مثل هر روز" (Like Every Day)، مرز میان سنت قاجار و زندگی معاصر زنان ایرانی را با نگاهی نمادین و پردازش دقیق پرتره نشان می‌دهد. عکس‌های او که سوژه‌هایی با لباس‌های سنتی را در ترکیب با اشیاء مدرن نمایش می‌دهند، نقدی ظریف بر سنت و مدرنیته هستند و توانسته‌اند تأیید جهانی کسب کنند.
نیوشا توکلیان از چهره‌های برجسته عکاسی مستند–پرتره ایران است. آثارش که در مراجع بین‌المللی مانند Time و Magnum منتشر شده، تصویر دقیقی از زندگی زنان جوان و نسل جدید ایران ارائه می‌دهند. او به واسطه توانایی‌اش در ثبت حالات چهره و موقعیت‌های احساسی سوژه‌ها در پروژه‌هایی چون "Look"، تحسین گسترده‌ای را در سطح جهانی به دست آورده است. 
فاطمه بهبودی با تمرکز بر مستندسازی عکس‌های پرتره درباره تأثیرات جنگ و بازتاب زندگی زنان و خانواده‌های ایران، جوایزی مانند World Press Photo 2015 و Pictures of the Year International 2014 را کسب کرده است. مجموعه‌هایی همچون "Mothers of Patience" و "One Moment" نشانگر قدرت او در روایت اثرگذار از سوژه‌های پرتره هستند. 
حسین فاطمی، اگرچه بیشتر به عکاسی خبری-مستند شناخته می‌شود، در آثارش تأکید قابل‌توجهی بر پرتره‌های احساسی و انسانی نیز دارد. او چندین جایزه جهانی از جمله World Press Photo 2017 و POYi را دریافت کرده و توانسته با ثبت پرتره‌ی سوژه‌های سیاسی و اجتماعی، تأثیری عمیق بر تصویرسازی پرتره در ایران بگذارد. 

## سایر سبک‌های عکاسی
- عکاسی اجسام بی‌جان
- عکاسی طبیعت
- عکاسی منظره
- عکاسی ورزشی
- عکاسی معماری
- عکاسی ماکرو
- عکاسی زیرآب
- عکاسی خبری
- عکاسی مد
- عکاسی حیات وحش
- عکاسی انتزاعی
- عکاسی مادون قرمز
- عکاسی نجومی